# تروشکه
تروشکه (اسلوونیایی: Truške) یک منطقهٔ مسکونی در اسلوونی است که در Slovenian Littoral واقع شده‌است.

## خصوصیات
تروشکه ۴٫۲۸ کیلومترمربع مساحت و ۴۷ نفر جمعیت دارد.